# Diego del Corro
Diego del Corro (ur. 17 września 1706 r. w Sanlúcar de Barrameda; zm. 28 stycznia 1761 r. w San Jeronimo) – hiszpański duchowny katolicki, biskup ordynariusz Popayán w latach 1752–1758, czternasty arcybiskup metropolita limski oraz prymas Peru od 1758 roku

## Życiorys
Urodził się w 1706 roku w Sanlúcar de Barrameda. Jego ojciec był żołnierzem, który osiedlił się w Sanlúcar z Ayamonte w 1640 roku. Diego spędził dzieciństwo na wsi Sanlúcar, gdzie miejscowy ksiądz odkrył w nim powołanie do stanu kapłańskiego. Został wysłany na studia teologiczne do Rzymu, gdzie studiował w seminarium należącym do zakonu jezuitów. Po powrocie na Półwysep Iberyjski uzyskał stopień naukowy doktora teologii na Uniwersytecie Sigüenza.
Przez następne 13 lat był kanonikiem przy katedrze w Sewilli po czym został skierowany do Ameryki Południowej, gdzie został kanonikiem katedralnym w Limie. Prowadził także działalność duszpasterską w miejscowych parafiach wicekrólestwa Peru. 
Król Hiszpanii Ferdynand VI Burbon mianował go biskupem ordynariuszem Popayán (obecnie w Kolumbii), a prowizję papieską Benedykta XIV uzyskał 24 stycznia 1752 roku, po czym objął rządy w diecezji.
7 grudnia 1757 roku jego osoba została pozytywnie zaopiniowana do obsadzenia zwolnionej przez wyjazd do Hiszpanii abpa Barroeta funkcji arcybiskupa metropolity limskiego i prymasa Peru, co zostało zatwierdzone przez Stolicę Apostolską 13 marca 1758 roku. Oficjalnie rządy w archidiecezji objął 27 listopada 1758 tego samego roku.
Uczestniczył bezpośrednio w pracach zmierzających do wzmocnienia moralności i dyscypliny wśród miejscowego kleru. Wizytował także parafie położone na terenie arcybiskupstwa. W czasie jednej z takich wizyt zmarł w 1761 roku w miejscowości San Jeronimo. Został pochowany w podziemiach limskiej katedry.

### Główne publikacje
- Disertación sobre la autoridad de los hechos del breviario romano (1739)
- Historia del primer siglo de la Iglesia (1739)
- Sermones que dixo… para implorar… el acierto en su gobierno (1759)
- Carta Pastoral… a los que pretenden ordenarse (1759).